# Scandale (film, 1924)
Pour les articles homonymes, voir Scandale (homonymie).
Pour plus de détails, voir Fiche technique et Distribution.
Scandale (A Society Scandal) est un film américain réalisé par Allan Dwan, sorti en 1924. 

## Fiche technique
- Titre : Scandale
- Titre original : A Society Scandal
- Réalisation : Allan Dwan
- Scénario : Forrest Halsey d'après la pièce The Laughing Lady de Alfred Sutro
- Producteurs : Adolph Zukor et Jesse Lasky
- Société de production : Paramount Pictures
- Distribution : Paramount Pictures
- Photographie : Harold Rosson
- Pays de production : États-Unis
- Format : Noir et blanc - film muet
- Genre : Drame
- Dates de sortie :
  - États-Unis : 9 mars 1924
  - France : 2 octobre 1925 (Lille)[1]

## Distribution
- Gloria Swanson : Marjorie Colbert
- Rod La Rocque : Daniel Farr
- Ricardo Cortez : Harrison Peters
- Allan Simpson : Hector Colbert
- Ida Waterman : Mme Maturin Colbert
- Thelma Converse : Mme Hamilton Pennfield
- Catherine Coleburn : Amie de Marjorie
- Catherine Proctor : Mme Burr
- Wilfred Donovan : Hamilton Pennfield
- Yvonne Hughes : Patricia DeVoe
- Marie Shelton : Amie de Marjorie
- Dorothy Stokes : Amie de Marjorie
- Cornelius Keefe : Ami de Marjorie
- Fraser Coalter : Schuyler Burr